# ناحیه‌های صربستان
ناحیه یکی از تقسیمات کشوری سطح اول صربستان است که کوچک‌تر از منطقه محسوب می‌شود و بزرگ‌تر از شهرداری.
در تاریخ ۲۹ ژانویه ۱۹۹۲ و توسط قانون سازماندهی سرزمینی که توسط شورای ملی صربستان در ۲۹ دسامبر ۲۰۰۷ تصویب شده، صربستان به ۲۹ ناحیه تقسیم شده‌است. دیگر بخش‌بندی‌ها عبارتند از: شهرداری‌ها و شهرها و استان‌های خودمختار.
نواحی صربستان به‌طور کلی با نام مناطق تاریخی و جغرافیایی نامگذاری شده‌اند، اگرچه برخی از آن‌ها مانند ناحیه پچینیا و ناحیه نیشاوا به نام رودخانه‌های محلی نامگذاری شده‌اند. ناحیه‌ها و جمعیت آنها متفاوت است، از ناحیهٔ نسبتاً کوچک پودوناولیه گرفته تا ناحیهٔ بسیار بزرگ‌تر زلاتیبور.

## فهرست ناحیه‌ها

### شومادئیا و صربستان غربی
| ناحیه                               | مرکز       | مساحت کیلومتر مربع | جمعیت (۲۰۱۱) | جمعیت در هر کیلومتر مربع | شهرها و شهرداری‌ها                                                                                         | آبادی‌ها |
| ----------------------------------- | ---------- | ------------------ | ------------ | ------------------------ | --- | ------- |
| ناحیه کولوبارا (Kolubarski okrug)   | والیفو     | ۲٬۴۷۴              | ۱۷۴٬۲۲۸      | ۷۰٫۴                     | - اوسچینا - یوبی، صربستان - لایکوواتس - والیفو - میونیتسا - ییگ                                           | ۲۱۸     |
| ناحیه ماچوا (Mačvanski okrug)       | شاباتس     | ۳٬۲۶۸              | ۲۹۷٬۷۷۸      | ۹۱٫۱                     | - بوگاتیچ - شاباتس - لوزنیسا - ولادیمیرتسی - کوتسیوا - مالی زوورنیک - کروپانگ - یوبووییا                  | ۲۲۸     |
| ناحیه موراویتسا (Moravički okrug)   | چاچاک      | ۳٬۰۱۶              | ۲۱۲٬۱۴۹      | ۷۰٫۳                     | - گورنیی میلانوواس - چاچاک - لوچانی - ایوانئیتسا                                                          | ۲۰۶     |
| ناحیه پوموراولیه (Pomoravski okrug) | یاگودینا   | ۲٬۶۱۴              | ۲۱۲٬۸۳۹      | ۸۴٫۸                     | - یاگودینا - چوپریا - پاراچین - سویلایناتس - دسپوتوواتس - رکوواتس                                         | ۱۹۱     |
| ناحیه راسینا (Rasinski okrug)       | کروشواتس   | ۲٬۶۶۷              | ۲۴۰٬۴۶۳      | ۹۰٫۲                     | - ورورین - Trstenik - چیچواتس - کروشواتس - الکساندراواک - بروس                                            | ۲۹۶     |
| ناحیه راشکا (Raški okrug)           | کرالیفو    | ۳٬۹۱۸              | ۳۰۰٬۱۰۲      | ۷۶٫۶                     | - کرالیفو - ورنگاچکا بانگا - Raška - نووی پازار - توتین، صربستان                                          | ۳۵۹     |
| ناحیه شومادئیا (Šumadijski okrug)   | کراگویواتس | ۲٬۳۸۷              | ۲۹۰٬۹۰۰      | ۱۲۱٫۸                    | - آرانجلوواس - توپولا - راچا - باتوچینا - کنیچ - لاپووو - کراگویواتس                                      | ۱۷۴     |
| ناحیه زلاتیبور (Zlatiborski okrug)  | اوژیتسه    | ۶٬۱۴۰              | ۲۸۴٬۷۲۹      | ۴۶٫۴                     | - بایینا باشتا - کوسیریچ - اوژیتسه - Požega - چایتینا - آرییه - نووا واروش - پریژپولجه - سینیتسا - پریبوی | ۴۳۸     |

### صربستان جنوبی و شرقی
| ناحیه                               | مرکز      | مساحت کیلومتر مربع | جمعیت (۲۰۱۱) | جمعیت در هر کیلومتر مربع | شهرها و شهرداری‌ها                                                                                    | آبادی‌ها |
| ----------------------------------- | --------- | ------------------ | ------------ | ------------------------ | --- | ------- |
| ناحیه بور (Borski okrug)            | بور       | ۳٬۵۰۷              | ۱۲۳٬۸۴۸      | ۳۵٫۳                     | - بور - کلادووا - مایدانپک - نگوتین                                                                  | ۹۰      |
| ناحیه برانیچوو (Braničevski okrug)  | پوژارواتس | ۳٬۸۶۵              | ۱۸۰٬۴۸۰      | ۴۶٫۷                     | - ولیکو گردیشت - پوژارواتس - گولوباک - مالو تسرنیچه - ژاباری - پتروواتس نا ملاوی - کوچوو - ژاگوبیتسا | ۱۸۹     |
| ناحیه یوبلانیکا (Jablanički okrug)  | لسکواس    | ۲٬۷۶۹              | ۲۱۵٬۴۶۳      | ۷۷٫۸                     | - لسکواس - بوینیک - لبانه - مدوجا - ولاسوتینتسه - تسرنا تراوا                                        | ۳۳۶     |
| ناحیه نیشاوا (Nišavski okrug)       | نیش       | ۲٬۷۲۹              | ۳۷۳٬۴۰۴      | ۱۳۶٫۸                    | - الکسیناتس - سورییگ - مروشینا - راژانگ - دویواتس - گاجین خان - نیش                                  | ۲۸۵     |
| ناحیه پچینیا (Pčinjski okrug)       | ورانیه    | ۳٬۵۲۰              | ۱۵۸٬۷۱۷      | ۴۵٫۱                     | - ولادیچین خان - سوردولیکا - بوسیلگراد - ترگوویشته - ورانیه - بوجانوواچ - پریچو                      | ۳۶۳     |
| ناحیه پیروت (Pirotski okrug)        | پیروت     | ۲٬۷۶۱              | ۹۲٬۲۷۷       | ۳۳٫۴                     | - بلا پالانکا - پیروت - بابوشنیتسا - دیمیتروگراد                                                     | ۲۱۴     |
| ناحیه پودوناولیه (Podunavski okrug) | اسمدرفو   | ۱٬۲۴۸              | ۱۹۸٬۱۸۴      | ۱۵۸٫۸                    | - اسمدرفو - اسمدرفسکا پلانکا - ولیکا پلنا                                                            | ۵۸      |
| ناحیه توپلیکا (Toplički okrug)      | پروکوپلیه | ۲٬۲۳۱              | ۹۰٬۶۰۰       | ۴۰٫۶                     | - City of پروکوپلیه - بلاتسه - کورشوملیا - ژیتوراجا                                                  | ۲۶۷     |
| ناحیه زایچار (Zaječarski okrug)     | زایچار    | ۳٬۶۲۳              | ۱۱۸٬۲۹۵      | ۳۲٫۶                     | - بویواتس - Knjaževac - زایچار - سوکوبانگا                                                           | ۱۷۳     |

### استان خودمختار وویوودینا

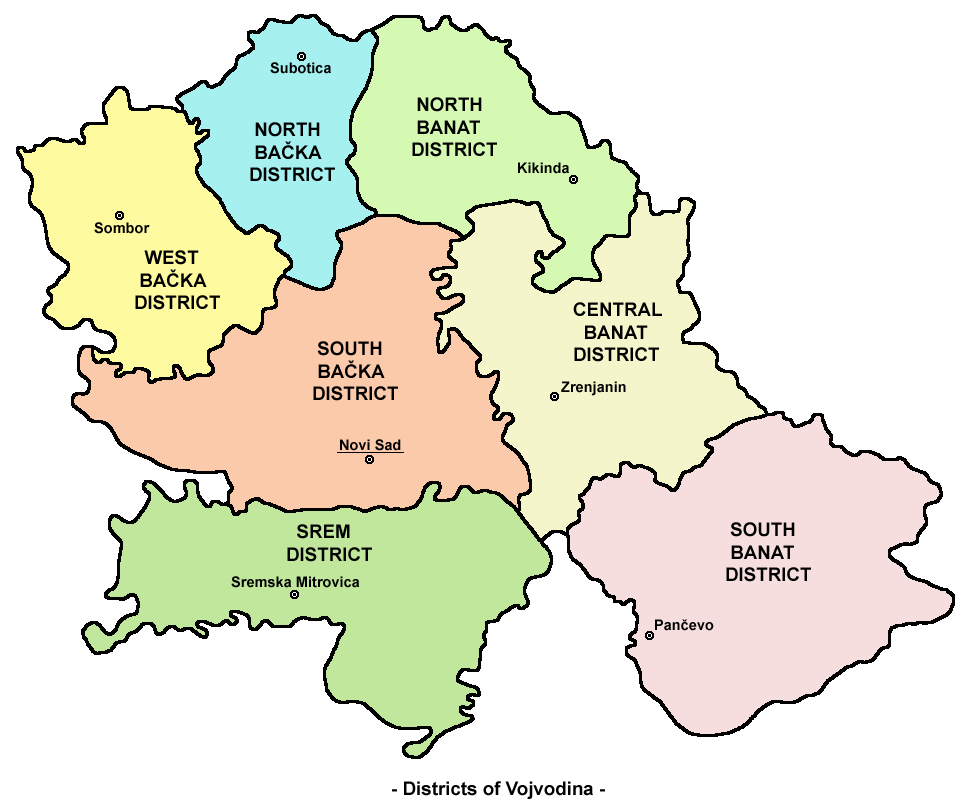
ناحیه‌های استان خودمختار وویوودینا

| ناحیه                                     | مرکز              | مساحت کیلومتر مربع | جمعیت (۲۰۱۱) | جمعیت در هر کیلومتر مربع | شهرها و شهرداری‌ها | آبادی‌ها |
| ----------------------------------------- | ----------------- | ------------------ | ------------ | ------------------------ | --- | ------- |
| ناحیه بانات مرکزی (Srednjebanatski okrug) | زرنجانین          | ۳٬۲۵۶              | ۱۸۶٬۸۵۱      | ۵۷٫۴                     | - نووی بچی - نووا تسرنگا - ژیتیشته - سچانگ - زرنجانین                                                                                  | ۵۵      |
| ناحیه باچکای شمالی (Severnobački okrug)   | سوبتیتسا          | ۱٬۷۸۴              | ۱۸۵٬۵۵۲      | ۱۰۴٫۰                    | - سوبتیتسا - باکا توپولا - مالی ایجوش                                                                                                  | ۴۵      |
| ناحیه بانات شمالی (Severnobanatski okrug) | کیکیندا           | ۲٬۳۲۹              | ۱۴۶٬۶۹۰      | ۶۳٫۰                     | - کانگیژا - سنتا، صربستان - آدا، صربستان - چوکا - نووی کنژواتس - کیکیندا                                                               | ۵۰      |
| ناحیه باچکای جنوبی (Južnobački okrug)     | نووی ساد          | ۴٬۰۱۶              | ۶۱۵٬۳۷۱      | ۱۵۱٫۳                    | - سربوبران - باتچ - بچی - ورباس، صربستان - باچکا پلانکا - باچکی پتروواتس - زابالج - تیتل - تمرین - بوچین - سرمسکی کارلووتسی - نووی ساد | ۷۷      |
| ناحیه بانات جنوبی (Južnobanatski okrug)   | پانچفو            | ۴٬۲۴۵              | ۲۹۱٬۳۲۷      | ۶۸٫۶                     | - Plandište - اوپووو - کوواچیتسا - الیبونار - فرشاس - بلا تسرکوا - پانچفو - کووین                                                      | ۹۴      |
| ناحیه سرم (Sremski okrug)                 | سرمسکا میتروویتسا | ۳٬۴۸۶              | ۳۱۱٬۰۵۳      | ۸۹٫۲                     | - شید - اینجییا - سرمسکا میتروویتسا - Irig - روما - استارا پازووا - پچینتسی                                                            | ۱۰۹     |
| ناحیه باچکای غربی (Zapadnobački okrug)    | سومبور            | ۲٬۴۲۰              | ۱۸۷٬۵۸۱      | ۷۷٫۵                     | - سومبور - آپاتین - اوجاتسی - Kula | ۳۷      |

### استان خودمختار کوزوو و متوهیا

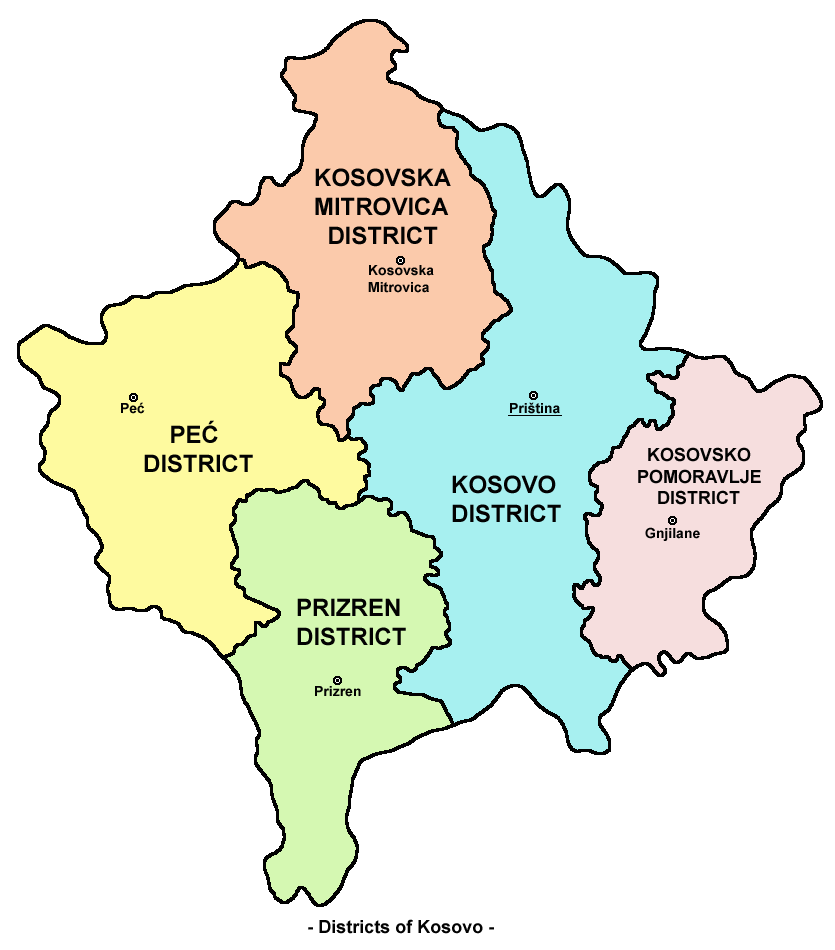
ناحیه‌های استان خودمختار کوزوو و متوهیا

اگرچه قوانین صربستان با کوزوو مانند سایر قسمت‌های صربستان رفتار می‌کند و آن را به ۵ ناحیه، ۲۸ شهرداری و ۱ شهر تقسیم می‌کند، اما مأموریت مدیریت موقت سازمان ملل متحد در کوزوو در سال ۲۰۰۰ سازمان ارضی جدید کوزوو را تصویب کرد. این حرکت توسط صربستان به رسمیت شناخته نمی‌شود، اما توسط جمهوری خودخواندهٔ کوزوو به رسمیت شناخته می‌شود. طبق تقسیم‌بندی جدید، کوزوو به ۷ ناحیه (جدید) و ۳۷ شهرداری تقسیم شده‌است (۸ شهرداری جدید ایجاد شده‌است: مالیشوو، الز هان، گراسانیکا، جونیک، کلوکوت-وربوواچ، ماموشا، پرتش و رانیلوگ).
| ناحیه                                                       | مرکز      | مساحت کیلومتر مربع | جمعیت (۲۰۰۲) | جمعیت در هر کیلومتر مربع | شهرها و شهرداری‌ها                                                                                         |
| ----------------------------------------------------------- | --------- | ------------------ | ------------ | ------------------------ | --- |
| ناحیه کوزوو (Kosovski okrug)                                | پریشتینا  | ۳٬۳۱۰              | ۶۷۲٬۲۹۲      | ۲۰۳٫۱                    | - پریشتینا - گلوگوواس - فوشیو کوسوفا - لیپلیان - اوبیلیچ - پودویفو - اوروشواس - اشتیمل - کاچانیک - اشترپس |
| ناحیه کوزوو-پوموراولیه (Kosovsko-Pomoravski okrug)          | گنییلان   | ۱٬۳۸۹              | ۲۱۷٬۷۲۶      | ۱۵۶٫۸                    | - کوسووسکا کامنیتسا - نووو بردو - گنییلان - ویتیا                                                         |
| ناحیه کوسووسکا میترویتسا صربستان (Kosovskomitrovički okrug) | میترویتسا | ۲٬۰۵۳              | ۲۷۵٬۹۰۴      | ۱۳۴٫۴                    | - میترویتسا - لپوساویچ - صربیکا - ووچیترن - زوبین پوتوک - زوچان                                           |
| ناحیه پج (Pećki okrug)                                      | پچ        | ۲٬۴۵۹              | ۴۱۴٬۱۸۷      | ۱۶۸٫۴                    | - پچ - ایستوک - کلینا - جاکوویسا - دچانی                                                                  |
| ناحیه پرازیرن صربستان (Prizrenski okrug)                    | پریزرن    | ۲٬۱۹۶              | ۳۷۶٬۰۸۵      | ۱۷۱٫۳                    | - راهووس - سووا رکا - پریزرن - Gora                                                                       |

## یادداشت
1. ↑   سرزمین کوزوو محل مناقشه میان جمهوری کوزوو و جمهوری صربستان است. جمهوری کوزوو در ۱۷ فوریه ۲۰۰۸ به طور یک‌جانبه اعلان استقلال کرد اما صربستان همچنان آن را جزئی از خاک خود تلقی می‌نماید. دو کشور در سال ۲۰۱۳ در پی توافق بروکسل اقدام به عادی‌سازی روابط نمودند. ۱۱۳ کشور از ۱۹۳ کشور عضو سازمان ملل متحد، کوزوو را به عنوان کشوری مستقل به رسمیت شناخته‌اند و ۱۰ کشور از اقدام خود بازگشته‌اند.